# مقاطعة كالهاون (تكساس)
مقاطعة كالهاون (بالإنجليزية: Calhoun  County)‏ هي إحدى المقاطعات في ولاية تكساس، الولايات المتحدة الأمريكية.